# Lorraine 12 F
Il Lorraine 12 F fu un motore aeronautico 12 cilindri a W raffreddato a liquido sviluppato dall'azienda francese Lorraine-Dietrich nei tardi anni venti del XX secolo e commercializzato dal consorzio Société Générale Aéronautique (SGA) pur mantenendo il marchio Lorraine.
Derivato dal precedente Lorraine 12 Eb, variando sulle dimensioni di alesaggio e corsa, e realizzato per integrare la propria gamma di motori aeronautici "Courlis" nella fascia dei 600 CV (441 kW) destinati al mercato nazionale ed estero, fu un motore di impostazione moderna concepito per poter funzionare, rispettando le indicazioni fornite dalla casa, senza problemi per 75 h consecutive, adatto quindi a velivoli di grande autonomia.
Il modello venne utilizzato come base di sviluppo del giapponese Hiro Type 90, a sua volta base di sviluppo per il motore W18 Hiro Type 94.

### Pubblicazioni
- (FR) Revue de la Société Générale Aéronautique (PDF), Aprile 1930. URL consultato il 21 marzo 2015 (archiviato dall'url originale il 2 aprile 2015).
- (FR) Geérard Hartmann, Le moteur Lorraine 12 Eb de 450 ch (PDF), 10 maggio 2000. URL consultato il 21 marzo 2015.